# Льовен (окръг)
Льовен (на нидерландски: Leuven) е окръг в Централна Белгия, провинция Фламандски Брабант. Площта му е 1163 km², а населението – 506 355 души (по приблизителна оценка от януари 2018 г.). Административен център е град Льовен.